# Степанова, Лидия Арушановна
Лидия Арушановна Степанова (2 февраля 1903, Асхабад, Закаспийская область — 1992, Москва) — советский архитектор. Автор типовых проектов школ, по которым в первой половине 1950-х годов в Москве было построено несколько десятков зданий. Член Союза архитекторов СССР с 1947 года. Жена архитектора Ашота Мосесовича Степанова, также известного своим типовым проектом школьных зданий.

## Биография

Школа № 1384, построенная по проекту 1949 г.

Школа № 1251, построенная по проекту 1950 г.

Семейное захоронение Степановых на Армянском кладбище Москвы

Родилась 2 февраля 1903 года в Ашхабаде в армянской семье (по сведениям из автобиографии — в селении Тум в Нагорном Карабахе). Окончила школу 2-й ступени. В 1925—1926 годах работала преподавателем в союзе строителей в Баку. В 1926 году поступила на архитектурный факультет Харьковского строительного института. Окончив институт в 1931 году, поступила на работу архитектором в харьковский Промстройпроект.
В 1933 году переехала в Москву, где работала архитектором в Институте норм и стандартов строительной промышленности (ИННОРС) до его ликвидации в 1934 году. С 1935 года работала архитектором а Академии коммунального хозяйства. В 1937-1941 годах работала в 5-й и 6-й архитектурных мастерских Моссовета, где занималась разработкой типовых проектов яслей, детских садов и школ.
С сентябре 1941 года Л. А. Степанова вместе с сыном эвакуировалась в Ашхабад, где до 1943 года работала архитектором в Учдорстрое. В 1943 году вернулась в Москву, поступив на должность архитектора в Союзтранспроекте. С 1946 по 1948 год работала в Академии архитектуры СССР, в мастерской А. К. Бурова.
В 1948 году перешла в Мосгорпроект в связи с принятием к строительству её типового проекта школы. С 1952 по 1954 год работала в Специальном архитектурно-конструкторском бюро главным архитектором.
В 1954 году уволилась в связи с инвалидностью по болезни. В 1965 году вышла на пенсию.
Умерла в 1992 году. Похоронена в семейной могиле на Армянском кладбище в Москве.

## Творчество
Во второй половине 1930-х годов занималась проектированием типовых яслей, детских садов и школ. В частности, ей были предложены два проекта школы на 880 человек, один из которых имел прямоугольную, а другой — Т-образную в плане форму. В первом проекте здание имело длинный коридор и два зала: физкультурный и актовый. Совместно с А. Кудрявцевым она разработала два типовых проекта двухэтажных детских садов на 125 и 200 детей. По проектам Л. А. Степановой в конце 1930-х — начале 1940-х годов в Москве и других городах было построено несколько десятков яслей, детских садов и школ.
В 1941—1943 годах, находясь в эвакуации в Ашхабаде, Л. А. Степанова принимала участие в проектировании и строительстве городского вокзала. Тогда же она выполнила эскиз памятника генерал-майору Я. К. Кулиеву, который был утверждён и принят к строительству. Во второй половине 1940-х годов Л. А. Степанова принимала участие в проектировании и строительстве 2-й очереди дома № 25 по улице Горького (совместно с А. К. Буровым и Р. Н. Блашкевич).
В 1949 году Л. А. Степанова доработала свой типовой проект школы на 880 человек, выполненный в 1939 году совместно с Я. А. Эстриным. В четырёхэтажном здании прямоугольной в плане формы размещались учебные помещения, актовый и физкультурный залы, кабинеты учителей и библиотека. Благодаря своей экономичности, проект четырёхэтажной школы на 880 человек архитектора Л. А. Степановой стал массовым. В тот же период архитектор разработала проект школы с плавательным бассейном, однако он не был принят к строительству.
Однако проект 1949 года имел ряд недостатков. Там размещался тесный коридор с двумя окнами в торцах, по обоим сторонам которого располагались классы. Были занижены габариты ряда помещений, в частности, физкультурного зала. Кроме того, в конце 1940-х годов в Москве начался переход к строительству зданий бо́льшей этажности.
В 1950 году Л. А. Степанова разработала новый типовой проект пятиэтажной школы на 880 человек. Он отличался более рациональным расположением классов с трёх сторон от коридора, освещавшегося семью окнами. Физкультурный зал был решён в виде отдельного объёма, пристроенного к первому этажу, что позволило увеличить его размеры. Благодаря ряду преимуществ, этот проект на 3-4 года стал основным для школ Москвы. Всего в городе было построено около 100 таких зданий.

## Награды
- Орден «Знак Почёта» (1963)[2]
- Почётная грамоты всероссийского конкурса на лучшие здания 1951 года — за типовой проект 5-этажной школы на 880 человек[15][2]

## Семья
- Муж — Ашот Мосесович Степанов (1898—1965) — архитектор[4]
  - Сын — Михаил Ашотович Степанов (1931—1993) — архитектор[4][2]

## Публикации
- В Резервном проезде // Вечерняя Москва. — 1949. — № 242 (11 октября). — С. 2.
- Упрек строителям // Московский большевик. — 1949. — № 241 (12 октября). — С. 2.
- Перед приемкой новых школ // Вечерняя Москва. — 1949. — № 271 (15 ноября). — С. 2.
- Для юных москвичей // Вечерняя Москва. — 1950. — № 3 (4 января). — С. 2.
- Строить школы круглый год! // Московский комсомолец. — 1950. — № 4 (7 января). — С. 3.
- За экономию и бережливость в архитектуре // Вечерняя Москва. — 1950. — № 201 (25 августа). — С. 3.
- За высокое качество проектирования школ для Москвы // Городское хозяйство Москвы. — 1951. — № 3. — С. 30—34.